# Алимеро
«Алимеро» («Alimero.ru») — русскоязычный интернет-портал и коллективный блог, основанный в январе 2011 года. 

## Описание
Бо́льшую часть содержания сайта составляют размещаемые пользователями кулинарные рецепты и мастер-классы по рукоделию. На сайте имеется система рейтингов. Сообщество объединяет пользователей из России, Украины, Белоруссии, Казахстана и других стран СНГ. В 2016 году «Алимеро» удостоился «Премии Рунета» в номинации «Сообщество Рунета».
Основателем портала является предприниматель Алексей Кравец.
- На 24 ноября 2016 года на «Алимеро» было размещено более 30 000 статей;
- Годовая посещаемость «Алимеро» составляет 8,45 млн уникальных посетителей (на 24 ноября 2016 года).